# آب‌های سوان
آب‌های سوان (ارمنی: Սեւանի ջրերը) یک فیلم مستند کوتاه رنگی است محصول سال ۱۹۵۲، به کارگردانی و نویسندگی لائرت واغارشیان و گریگور ملیک-آواگیان

## خلاصه داستان
این فیلم دربارهٔ ساخت آبشاری از ایستگاه‌های برق آبی با به‌کارگیری از آب دریاچه سوان می‌باشد.

## عوامل تولید
- Sound: Sh.Grigoryan